# Eddie Gleadall
Edward Gleadall (sinh ra ở Sheffield, mất năm 1993) là một cựu cầu thủ bóng đá người Anh thi đấu ở vị trí tiền vệ chạy cánh. Ông thi đấu tại Football League cho Bury và Scunthorpe & Lindsay United.
Gleadall gia nhập Bury, có màn ra mắt vào mùa giải 1951–52. Ông rời đi vào tháng 3 năm 1957, gia nhập Scunthorpe & Lindsay United.
Sau khi rời Scunthorpe ông đến Weymouth. Ông gia nhập Mossley năm 1959, sau khi rời khỏi vào cuối mùa giải 1959–60.